# Battyáni-ér
A Battyáni-ér a Kisalföldön ered, Komárom-Esztergom vármegyében, mintegy 220 méter tengerszint feletti magasságban. A patak forrásától kezdve északi irányban halad, majd Kisbértől északra eléri a Concó-patakot.
A Battyáni-ér vízgazdálkodási szempontból a Bakonyér és Concó Vízgyűjtő-tervezési alegység működési területét képezi.

## Part menti települések
- Vérteskethely
- Kisbér